# Masnières
Pour les articles homonymes, voir Masnières (homonymie).
Masnières [manjɛʁ] est une commune française de l'arrondissement de Cambrai, située dans le département du Nord, en région Hauts-de-France. Elle est l'une des 55 communes membres de la Communauté d'agglomération de Cambrai. Ses habitants sont appelés les Masnièrois.
L'ouverture du canal de Saint-Quentin, inauguré en 1810, favorisa l'industrialisation de la commune. Masnières fut le théâtre de violents combats lors de l'offensive de la bataille de Cambrai en 1917. La guerre laissa le village presque entièrement en ruines et classé en zone rouge.

## Géographie

### Localisation
Masnières est située dans la région Hauts-de-France, le département du Nord et l'arrondissement de Cambrai, à environ 7 km au sud de Cambrai et 30 km au nord de Saint-Quentin à vol d'oiseau.
| Marcoing                 | Rumilly-en-Cambrésis | Rumilly-en-Cambrésis                       |
| Marcoing                 | Masnières            | Les Rues-des-Vignes Crèvecœur-sur-l'Escaut |
| Marcoing Villers-Plouich | Villers-Plouich      | Les Rues-des-Vignes                        |

### Géologie et relief
La superficie de la commune est de 1 097 hectares ; son altitude varie entre 54 et 119 mètres.

### Hydrographie

#### Réseau hydrographique
La commune est située dans le bassin Artois-Picardie. Elle est drainée par la rivière Escaut, le canal de St-Quentin vers l'Escaut canalisée et la Masnières,,.
La Rivière Escaut, d'une longueur de 30 km, prend sa source dans la commune de Honnecourt-sur-Escaut et se jette  dans l'Escaut canalisée à Neuville-Saint-Rémy, après avoir traversé 13 communes. 
Le canal de Saint-Quentin, long de 92,5 km, assure la jonction entre l'Oise, la Somme et l'Escaut et met en relation le Bassin parisien, le Nord de la France et la Belgique. 

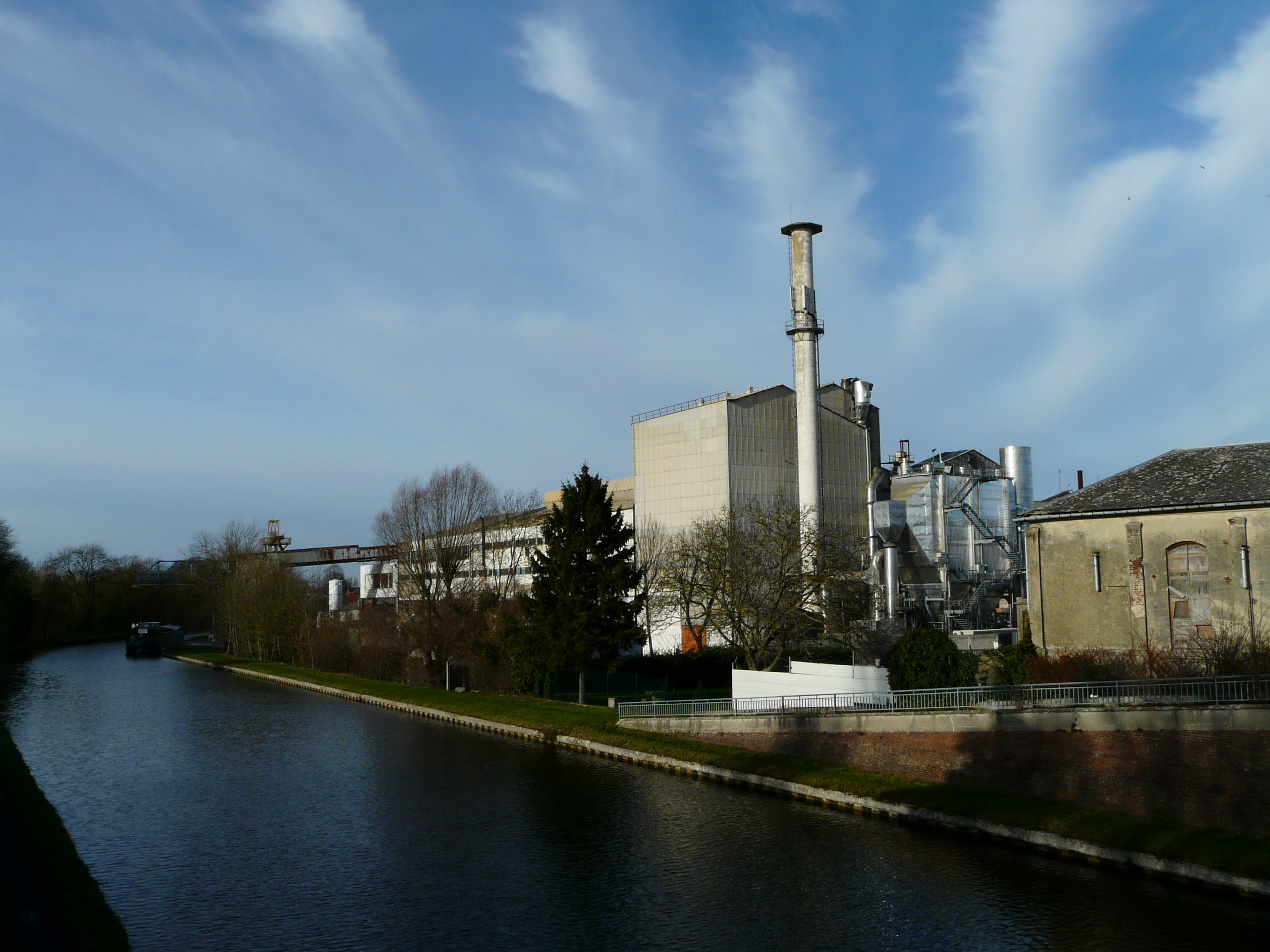
Le canal de Saint-Quentin et la verrerie du groupe Bormioli Rocco.
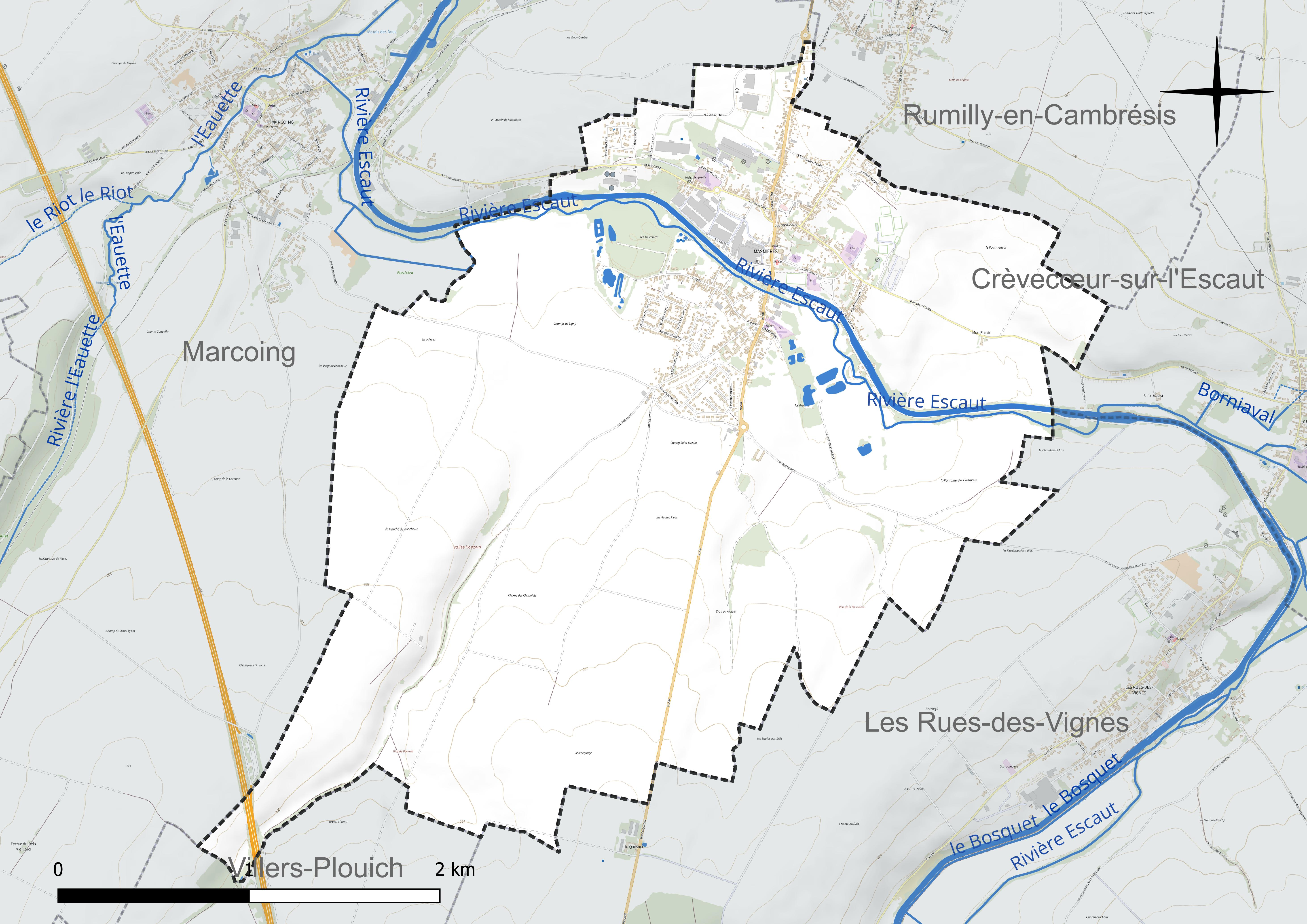
Réseau hydrographique de Masnières.

#### Gestion et qualité des eaux
Le territoire communal est couvert par le schéma d'aménagement et de gestion des eaux (SAGE) « Escaut ». Ce document de planification concerne un territoire de 2 005 km2 de superficie, délimité par le bassin versant de l'Escaut. Le périmètre a été arrêté le 9 juin 2006 et le SAGE proprement dit a été approuvé le 13 juillet 2021. La structure porteuse de l'élaboration et de la mise en œuvre est le syndicat mixte Escaut et Affluents (SyMEA). 
La qualité des cours d'eau peut être consultée sur un site dédié géré par les agences de l'eau et l'Agence française pour la biodiversité. 

### Climat
Pour des articles plus généraux, voir Climat des Hauts-de-France et Climat du Nord.
En 2010, le climat de la commune est de type climat océanique dégradé des plaines du Centre et du Nord, selon une étude du CNRS s'appuyant sur une série de données couvrant la période 1971-2000. En 2020, Météo-France publie une typologie des climats de la France métropolitaine dans laquelle la commune est exposée à un climat océanique et est dans la région climatique  Nord-est du bassin Parisien, caractérisée par un ensoleillement médiocre, une pluviométrie moyenne régulièrement répartie au cours de l'année et un hiver froid (3 °C). 
Pour la période 1971-2000, la température annuelle moyenne est de 10,2 °C, avec une amplitude thermique annuelle de 14,5 °C. Le cumul annuel moyen de précipitations est de 696 mm, avec 11,6 jours de précipitations en janvier et 9,1 jours en juillet. Pour la période 1991-2020, la température moyenne annuelle observée sur la station météorologique la plus proche, située sur la commune de Douai à 30 km à vol d'oiseau, est de 11,0 °C et le cumul annuel moyen de précipitations est de 729,2 mm,. Pour l'avenir, les paramètres climatiques de la commune estimés pour 2050 selon différents scénarios d'émission de gaz à effet de serre sont consultables sur un site dédié publié par Météo-France en novembre 2022.

## Urbanisme

### Typologie
Au 1er janvier 2024, Masnières est catégorisée bourg rural, selon la nouvelle grille communale de densité à sept niveaux définie par l'Insee en 2022.
Elle appartient à l'unité urbaine de Masnières, une agglomération intra-départementale regroupant trois  communes, dont elle est ville-centre,,. Par ailleurs la commune fait partie de l'aire d'attraction de Cambrai, dont elle est une commune de la couronne,. Cette aire, qui regroupe 64 communes, est catégorisée dans les aires de 50 000 à moins de 200 000 habitants,.

### Occupation des sols
L'occupation des sols de la commune, telle qu'elle ressort de la base de données européenne d'occupation biophysique des sols Corine Land Cover (CLC), est marquée par l'importance des territoires agricoles (84,5 % en 2018), en diminution par rapport à 1990 (88,2 %). La répartition détaillée en 2018 est la suivante : 
terres arables (77,6 %), zones urbanisées (11,2 %), prairies (6,9 %), zones industrielles ou commerciales et réseaux de communication (4,3 %). L'évolution de l'occupation des sols de la commune et de ses infrastructures peut être observée sur les différentes représentations cartographiques du territoire : la carte de Cassini (XVIIIe siècle), la carte d'état-major (1820-1866) et les cartes ou photos aériennes de l'IGN pour la période actuelle (1950 à aujourd'hui).

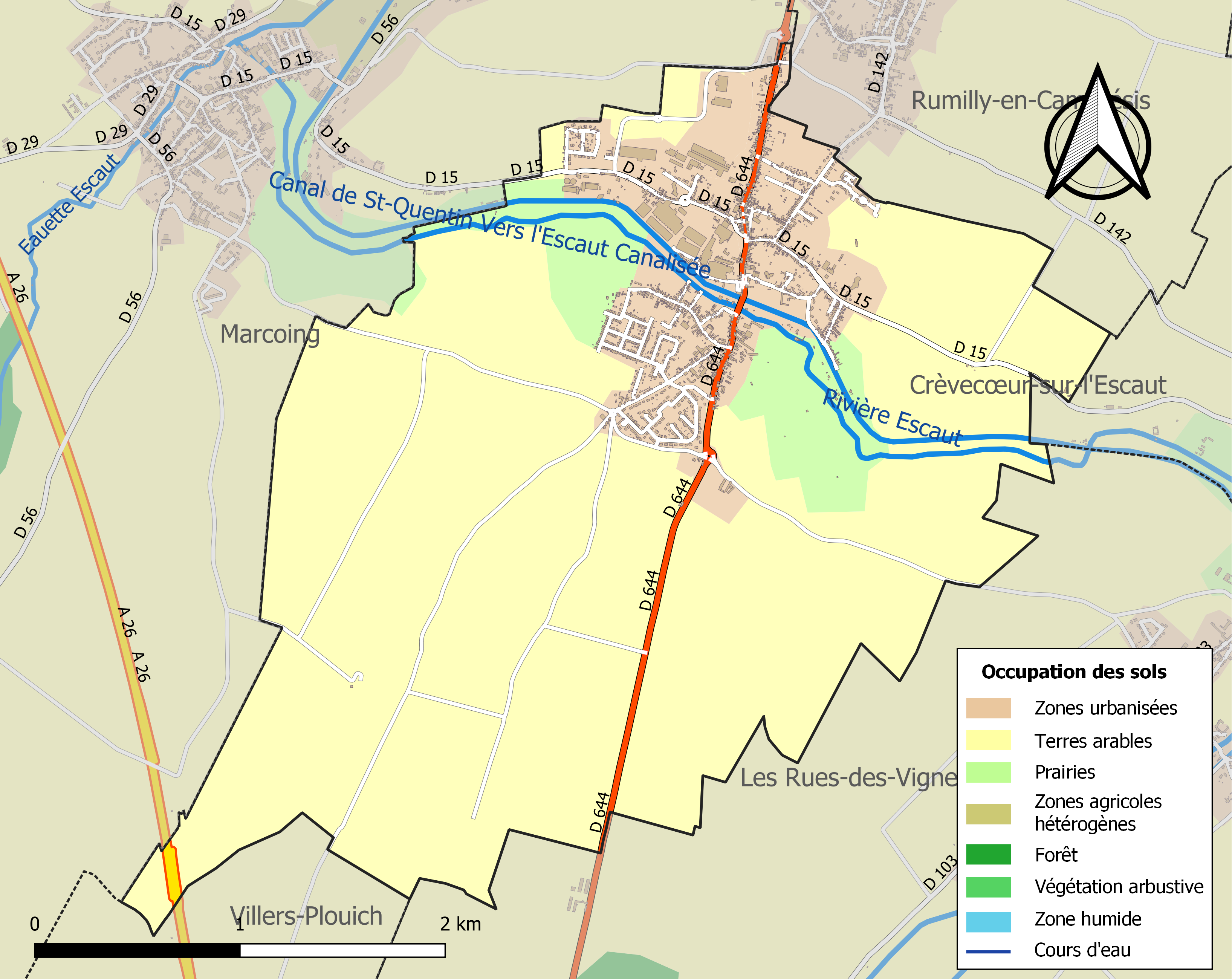
Carte des infrastructures et de l'occupation des sols de la commune en 2018 (CLC).

### Logement
En 2009, le nombre total de logements dans la commune était de 1 141, alors qu'il était de 991 en 1999.
Parmi ces logements, 91,6 % étaient des résidences principales, 0,5 % des résidences secondaires et 7,9 % des logements vacants. Ces logements étaient pour 94,4 % d'entre eux des maisons individuelles et pour 5,6 % des appartements.
La proportion des résidences principales, propriétés de leurs occupants était de 74 %, stable par rapport à 1999 (72,9 %). La part de logements HLM loués vides (logements sociaux) était de 9,4 % contre 8,9 % en 1999.

### Voies de communication et transports
Masnières est située sur la route départementale 644 (ancienne RN 44) qui relie Cambrai à Saint-Quentin. La commune est à un peu plus de 7 km au nord de l'échangeur no 9 de l'autoroute A26.
La commune est desservie par le réseau de transports urbains de la Communauté d'agglomération de Cambrai appelé TUC (Transports Urbains du Cambrésis). La ligne 5 est la ligne structurante d'agglomération qui dessert Rumilly-en-Cambrésis, Masnières et Marcoing depuis le quartier Saint-Roch de Cambrai, en traversant toute la ville en ligne droite par la D644. La ligne dessert ces villes toutes les heures, toute l'année, de 7 h 0 à 18 h 0 dans les deux sens. Des passages supplémentaires sont également assurés à certains moments de la journée pour absorber les flux scolaires et de travailleurs par la ligne 13,. Enfin, la ligne S110 dessert le collège Jacques Prévert présent sur la commune. Cela fait de Masnières l'une des communes de l'agglomération la mieux desservie, la rendant très attractive.

## Toponymie
On trouve la localité mentionnée au Moyen Âge sous les noms de Mainerris ou Maneriis, Maneriae, Mannières ou Mainières et Masnières en 1325. Selon Boniface, le nom provient du bas latin maneria, manerium : habitation et terres environnantes livrées à un fermier. La lettre s serait due à l'influence saxonne.

## Histoire

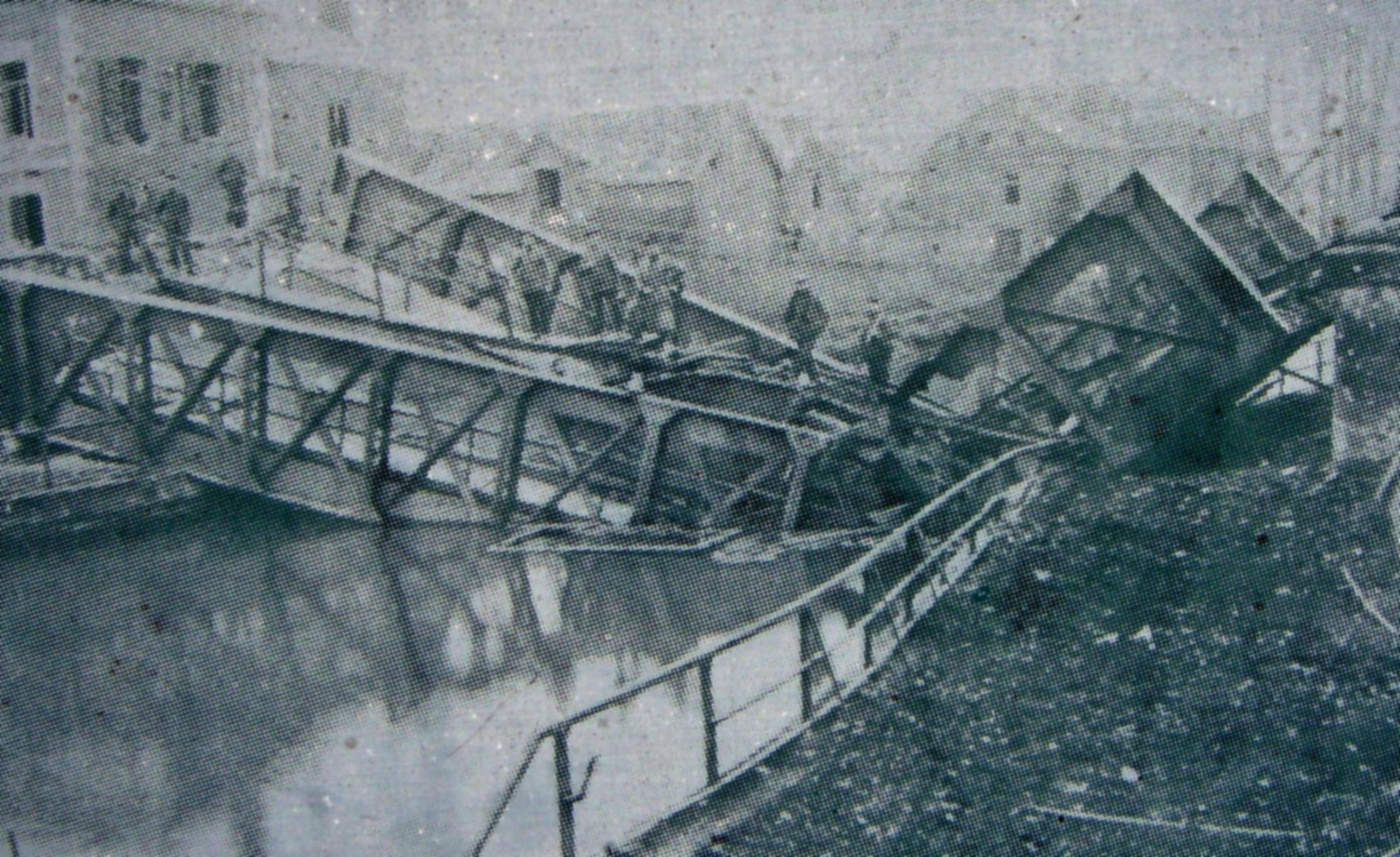
20 novembre 1917 : le pont sur l'Escaut s'est effondré sous le poids du Flying Fox II

La zone rouge au niveau de l'Artois durant la Première Guerre mondiale.

Les premières traces d'occupation humaines datent du néolithique.
Charles Boutery, vicomte de Masnières, combat et trouve la mort lors de la bataille d'Azincourt en 1415.
Le canal de Saint-Quentin est inauguré par Napoléon Ier en 1810. En 1818 une verrerie s'installe, et d'autres industries suivront jusqu'au début du XXe siècle.
Le 20 novembre 1917 fut lancée la Bataille de Cambrai, qui devait permettre au général Douglas Haig d'expérimenter l'emploi massifs de chars pour briser les défenses allemandes de la ligne Hindenburg et permettre à l'infanterie et à la cavalerie de reprendre Cambrai. Masnières se trouvait au centre du champ de bataille.
En fin de matinée, le major Phillip Hamond, à la tête d'une douzaine de tanks du bataillon F entra dans Masnières. Son objectif était d'installer une tête de pont sur le canal de Saint-Quentin. Le tank Flying Fox II tenta de franchir le pont à 14 heures. Celui-ci, miné et en mauvais état, s'écroula et l'avancée des tanks alliés fut ainsi stoppée. Dans l'après-midi le régiment d'infanterie de Terre-Neuve, Newfoundlands Regiment, accompagné du régiment de cavalerie canadienne'Fort Garry Horse parvint à franchir le canal par d'autres passerelles. Ils atteignirent la crête de la Montagne Blanche en vue de Cambrai mais les batteries allemandes arrivées en renfort arrêtèrent leur progression. Le monument du caribou marque l'avancée extrême de l'infanterie vers Cambrai. Le maire de Masnières fit évacuer la population, qui gagna Gouzeaucourt à travers champs et tranchées. Une dizaine d'attaques se succèdent aux abords de l'Escaut, faisant de Masnières un tragique bûcher, évacué par les Britanniques le 2 décembre 1917. Pour ses faits d'armes lors de la prise et de la défense de la tête de pont de Masnières, le Régiment de Terre-Neuve reçut le titre de « Royal » du roi George V, distinction qu'aucun autre régiment de l'armée britannique ne reçut pendant la durée du conflit.
Complètement détruit, le village fut classé en zone rouge en 1919 et n'aurait pas dû être reconstruit.

## Politique et administration

### Rattachements administratifs et électoraux
La commune faisait historiquement partie du canton de Marcoing. Dans le cadre du redécoupage cantonal de 2014 en France, la commune fait désormais partie du canton du Cateau-Cambrésis.
Masnières est situé dans le ressort de la cour d'appel de Douai, du tribunal de grande instance, du tribunal d'instance et du conseil de prud'hommes de Cambrai, et à la suite de la réforme de la carte judiciaire engagée en 2007, du tribunal de commerce de Douai.

### Intercommunalité
La commune a adhéré en 2006 à la Communauté de communes de la Vacquerie, remplacée en 2017 par la Communauté d'agglomération de Cambrai.

### Tendances politiques
Au deuxième tour de l'élection présidentielle de 2007, 38,52 % des électeurs de Masnières ont voté pour Nicolas Sarkozy (UMP), et 61,48 % pour Ségolène Royal (PS), avec un taux de participation de 81,89 %.
Au deuxième tour des élections législatives de 2007, 40,07 % des électeurs de Masnières ont voté pour François-Xavier Villain (UMP) (57,45 % dans la 18e circonscription du Nord), et 59,93 % pour Brigitte Douay (PS) (42,55 % dans la circonscription), avec un taux de participation de 58,21 % à Masnières et de 60,08 % dans la circonscription.
Aux élections européennes de 2009, les deux meilleurs scores à Masnières étaient ceux de la liste du Parti communiste conduite par Jacky Hénin, qui a obtenu 195 suffrages soit 25,56 % des suffrages exprimés (département du Nord 8,01 %), et de la liste du Parti socialiste conduite par Gilles Pargneaux, qui a obtenu 164 suffrages soit 21,49 % des suffrages exprimés (département du Nord 19,55 %), pour un taux de participation de 40,98 %.
Au deuxième tour des élections régionales de 2010, 67,40 % des suffrages exprimés sont allés à la liste conduite par Daniel Percheron (PS), 17,79 % à celle de Valérie Létard (UMP), et 14,81 % à la liste FN de Marine Le Pen, pour un taux de participation de 54,28 %.
Au premier tour de l'élection présidentielle de 2012, les quatre candidats arrivés en tête à Masnières sont François Hollande (PS, 31 %), Marine Le Pen (FN, 25,10 %), Jean-Luc Mélenchon (Front de gauche, 17,39 %) et Nicolas Sarkozy (UMP, 15,34 %), avec un taux de participation de 81,30 %.

### Administration municipale
Le nombre d'habitants au dernier recensement étant compris entre 2 500 et 3 499, le conseil municipal compte 23 membres.

### Liste des maires
Maire en 1802-1803 : Léop. Tranchant.

Maire en 1807 : Dufresnoy.
| Période                                  | Période      | Identité                                          | Étiquette | Qualité |
| ---------------------------------------- | ------------ | ------------------------------------------------- | --------- | --- |
| Les données manquantes sont à compléter. |              |                                                   |           | |
|                                          |              | M. Chappelier                                     |           | Conseiller général de Marcoing (1848 → 1852) |
| Les données manquantes sont à compléter. |              |                                                   |           | |
| 1912                                     | 1941         | Gabriel Delmotte                                  | Rad.      | Ingénieur, astronome Député du Nord (1928 → 1932) |
| 1941                                     | 1945         | Émile Maury                                       |           | |
| 1945                                     | 1947         | Raymond Doffe                                     |           | |
| 1947                                     | 1951         | Roger Deville (1921-2015)                         |           | Instituteur et directeur d'école Médaille de la Résistance |
| 1951                                     | 1953         | Maurice Martel                                    |           | |
| 1953                                     | 1970         | Marcel Hue                                        |           | |
| 1970                                     | mars 1989    | Michel Debève                                     |           | |
| mars 1989                                | 4 juin 2016, | Colette Dessaint,                                 | PCF       | Ancienne vendeuse en boulangerie Conseillère régionale du Nord-Pas-de-Calais (1998 → 2010) Présidente de la CC de la Vacquerie (2009 → 2016) Officier de la Légion d'honneur (2017) Démissionnaire |
| 4 juin 2016                              | En cours     | Francis Noblecourt Réélu pour le mandat 2020-2026 | PS        | Ancien directeur d'école |

### Politique environnementale
La collecte assurée chaque vendredi, et le traitement des déchets des ménages et déchets assimilés est du ressort de la Communauté d'Agglomération de Cambrai.
Au conseil municipal du 11 juillet 2019, la Ville indique étudier la possibilité de récupérer l'énergie issue de la fusion du verre de la Verrerie (couplée à d'autres sources potentielles comme le solaire ou la géothermie), pour alimenter un réseau de chaleur qui alimenterait les besoins en énergie des bâtiments industriels, communaux et logements. Une étude de faisabilité va être réalisée.
Une usine de méthanisation est en cours de construction, à l'initiative d'agriculteurs du secteur.

### Jumelages
Depuis 2019, la Ville est jumelée avec celle de Saint-Pierre-Port à Guernesey, et une stèle a été édifiée dans la rue Verte, à l'endroit exact où les combattants de Guernesey sont morts lors de la Bataille de Cambrai (1917).

## Population et société

### Démographie

#### Évolution démographique
L'évolution du nombre d'habitants est connue à travers les recensements de la population effectués dans la commune depuis 1793. Pour les communes de moins de 10 000 habitants, une enquête de recensement portant sur toute la population est réalisée tous les cinq ans, les populations de référence des années intermédiaires étant quant à elles estimées par interpolation ou extrapolation. Pour la commune, le premier recensement exhaustif entrant dans le cadre du nouveau dispositif a été réalisé en 2008.

En 2022, la commune comptait 2 731 habitants, en évolution de +1 % par rapport à 2016 (Nord : +0,51 %, France hors Mayotte : +2,11 %).
| 1793  | 1800 | 1806  | 1821  | 1831  | 1836  | 1841  | 1846  | 1851  |
| ----- | ---- | ----- | ----- | ----- | ----- | ----- | ----- | ----- |
| 1 011 | 970  | 1 141 | 1 245 | 1 397 | 1 507 | 1 603 | 1 697 | 1 713 |

| 1856  | 1861  | 1866  | 1872  | 1876  | 1881  | 1886  | 1891  | 1896  |
| ----- | ----- | ----- | ----- | ----- | ----- | ----- | ----- | ----- |
| 1 835 | 1 766 | 1 967 | 1 900 | 1 876 | 1 983 | 1 958 | 2 392 | 2 615 |

| 1901  | 1906  | 1911  | 1921  | 1926  | 1931  | 1936  | 1946  | 1954  |
| ----- | ----- | ----- | ----- | ----- | ----- | ----- | ----- | ----- |
| 2 710 | 2 736 | 2 736 | 2 171 | 2 265 | 2 230 | 2 225 | 2 137 | 2 169 |

| 1962  | 1968  | 1975  | 1982  | 1990  | 1999  | 2006  | 2008  | 2013  |
| ----- | ----- | ----- | ----- | ----- | ----- | ----- | ----- | ----- |
| 2 399 | 2 351 | 2 446 | 2 655 | 2 708 | 2 525 | 2 581 | 2 597 | 2 662 |

| 2018  | 2022  | - | - | - | - | - | - | - |
| ----- | ----- | - | - | - | - | - | - | - |
| 2 731 | 2 731 | - | - | - | - | - | - | - |

#### Pyramide des âges
La population de la commune est relativement jeune.
En 2018, le taux de personnes d'un âge inférieur à 30 ans s'élève à 39,8 %, soit au-dessus de la moyenne départementale (39,5 %). À l'inverse, le taux de personnes d'âge supérieur à 60 ans est de 23,2 % la même année, alors qu'il est de 22,5 % au niveau départemental.
En 2018, la commune comptait 1 307 hommes pour 1 424 femmes, soit un taux de 52,14 % de femmes, légèrement supérieur au taux départemental (51,77 %).
Les pyramides des âges de la commune et du département s'établissent comme suit.
| Hommes | Classe d’âge | Femmes |
| ------ | ------------ | ------ |
| 0,4    | 90 ou +      | 1,5    |
| 4,5    | 75-89 ans    | 8,5    |
| 14,9   | 60-74 ans    | 16,4   |
| 17,8   | 45-59 ans    | 16,9   |
| 20,4   | 30-44 ans    | 18,9   |
| 17,2   | 15-29 ans    | 14,7   |
| 24,8   | 0-14 ans     | 23,0   |

| Hommes | Classe d’âge | Femmes |
| ------ | ------------ | ------ |
| 0,5    | 90 ou +      | 1,4    |
| 5,3    | 75-89 ans    | 8,1    |
| 14,8   | 60-74 ans    | 16,2   |
| 19,1   | 45-59 ans    | 18,4   |
| 19,5   | 30-44 ans    | 18,7   |
| 20,7   | 15-29 ans    | 19,1   |
| 20,2   | 0-14 ans     | 18     |

### Enseignement

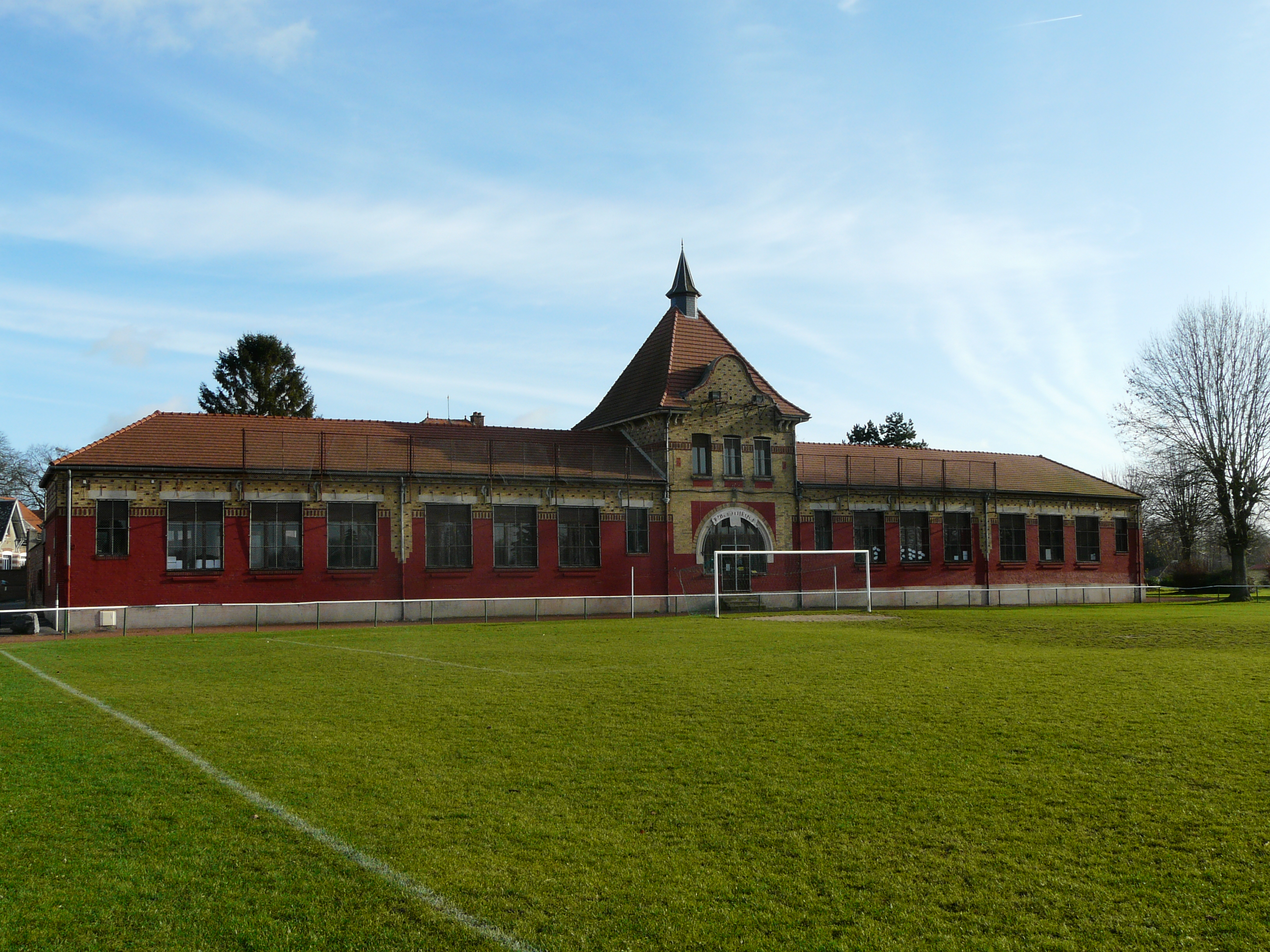
L'école Thédore Hostetter

Masnières est rattachée à la circonscription de Cambrai-sud de l'inspection académique du Nord dans l'académie de Lille. Elle compte 1 collège et 2 écoles :
- Le collège public Jacques-Prévert[50] géré par le Conseil départemental du Nord, qui compte environ 400 élèves venus de Masnières et des villages alentour.

- L'école maternelle publique Elsa Triolet, équipée de 5 salles de classe dans ses locaux (4 salles utilisées).

- L'école primaire publique Théodore Hostetter, équipée de 10 salles de classe dans ses locaux (8 salles utilisées).

Cette dernière, comprenant au départ 4 classes, a été agrandie en 2021 pour y accueillir 6 classes supplémentaires, un bureau de direction, une salle des profs, et une cantine plus grande et adaptée. En parallèle, les classes existantes ont été rénovées et les toilettes mises aux normes handicapées.
L'école Marie-Curie accueillant une partie des élèves, demandait de lourds investissements de mise aux normes à long terme, et a donc été fermée. Ses élèves ont été transférés dans l'extension neuve de l'école Théodore Hostetter, réunissant les 200 élèves dans des locaux neufs et plus adaptés. Les salles de l'école sont devenues des salles polyvalentes à l'usage des associations. L'ex-école est alors renommée "Espace Marie Curie". Les locaux seront réhabilités progressivement grâce à l'aide de personnes éloignées de l'emploi via des chantiers d'insertion.

### Équipements culturels
Masnières possède une bibliothèque municipale, deux grands bâtiments polyvalents qui accueillent les activités et ateliers quotidiens des associations, et deux salles des fêtes polyvalentes elles-aussi.

### Santé
Trois médecins généralistes ainsi qu'un kinésithérapeute sont installés à Masnières. La commune dispose également d'une pharmacie. La résidence « Doux séjour » est un établissement de type EHPAD. Les établissements hospitaliers les plus proches sont à Cambrai. Notez également la présence régulière d'infirmier(e)s et d'un(e) diététicien(ne).

### Sports
La Ville est équipée d'un complexe sportif comprenant une grande halle multisports incluant une annexe de type "dojo" pour les arts-martiaux, une piste de sprint, un terrain de football avec ses tribunes, un terrain de football secondaire, un terrain de basket, un terrain de handball et un court de tennis. Il y a aussi un grand stade municipal ainsi qu'une structure "city-stade" avec un terrain de sport et une aire de jeux pour enfants couverts, tous à proximité immédiate des établissements scolaires et de la Mairie. On peut noter enfin la présence d'un boulodrome avec deux terrains et un local au cœur du parc situé entre la rue des Dimeurs et la rue de Crèvecœur.

### Associations et vie communale
La vie communale et associative masnièroise est importante, puisqu'on dénombre près de 25 associations, parmi lesquelles :
- L'Amicale Laïque, avec 250 membres répartis dans 8 sections : coupe et couture, plaisir d'aiguilles, les Pénélopes (patchwork), aéromodélisme, gymnastique, cyclotourisme, judo – taïso, danse.
- Les Amis de la Palette divisée en 2 ateliers : peinture et tapisserie d'ameublement.
- SCRAP à ma Masnières.
- Syndicat d'initiative l'Art et la Masnières.
- F.N.A.C.A (anciens combattants).
- Association des Parents d'Elèves (FCPE).
- Les Amis des Ecoles.
- Le Club des Ainés.
- Masnières Sport Pétanques (MSP)
- Association Sportive de Masnières.
- Sport pour tous.
- Basket Club Masnièrois.
- Mawashi Karaté Club.
- Association des Secouristes Masnièrois.
- AAPPMA La Noquette (pêche).
- Société de Chasse.
- Association Foncière de Remembrement.

Toutes ces associations procurent une vie communale importante, avec des activités et ateliers proposées tous les jours de la semaine, tout comme des évènements exceptionnels et festifs plusieurs fois par an. Elles sont réparties sur plusieurs sites : l'Espace Marie Curie, l'Espace Daniele Casanova, la Salle du Bicentenaire, la Salle des fêtes Maurice Vérin, le Complexe Sportif, le Boulodrome, le Stade, ou encore le City-Stade.
Une grande brocante est organisée chaque année au mois de septembre.

### Cultes
Les Masniérois disposent d'un lieu de culte catholique : l'église Saint-Martin. Cette église dépend de la paroisse « Saint-Paul du Haut-Escaut » rattachée à l'archidiocèse de Cambrai.

## Économie

### Revenus de la population et fiscalité
En 2010, le revenu fiscal médian par ménage était de 26 303 €, ce qui plaçait Masnières au 20 794e rang parmi les 31 525 communes de plus de 50 ménages en métropole.

### Emploi
Masnières se trouve dans le bassin d'emploi du Cambrésis. L'agence Pôle emploi pour la recherche d'emploi la plus proche est localisée à Cambrai.
En 2009, la population âgée de 15 à 64 ans s'élevait à 1 678 personnes, parmi lesquelles on comptait 71,0 % d'actifs dont 62,6 % ayant un emploi et 8,4 % de chômeurs.
On comptait 1 095 emplois dans la zone d'emploi, contre 1 200 en 1999. Le nombre d'actifs ayant un emploi résidant dans la zone d'emploi étant de 1 052, l'indicateur de concentration d'emploi est de 104,2 %, ce qui signifie que la zone d'emploi offre un peu plus d'un emploi par habitant actif.

### Entreprises et commerces
Au 31 décembre 2010, Masnières comptait 120 établissements : 11 dans l'agriculture-sylviculture-pêche, 7 dans l'industrie, 15 dans la construction, 56 dans le commerce-transports-services divers et 31 étaient relatifs au secteur administratif.
L'entreprenariat est vif à Masnières. En 2011, 14 entreprises ont été créées à Masnières, dont 8 par des autoentrepreneurs. Les entreprises principales de Masnières sont :
- Graphic Packaging qui emploie 110 salariés à la fabrication de cartons d'emballage et située dans le Parc d'Activités des Hauts-de-Masnières.
- La Verrerie de Masnières, entreprise emblématique située en plein cœur de ville.
- La coopérative agricole UNEAL.
- et bien d'autres.

La vie commerciale de la ville est vive également. Parmi les commerces et services, on compte une supérette, une boulangerie-patisserie, une boucherie-charcuterie, un fleuriste, une auto-école, un café-tabac, une bibliothèque municipale, un bureau de poste, une pharmacie, une micro-crêche, quelques restaurants rapides, des coiffeurs, un salon de tatouage ou encore un garage-concessionnaire automobile. Des marchands itinérants s'arrêtent sur la place de la Mairie plusieurs fois par semaine également.

## Tourisme

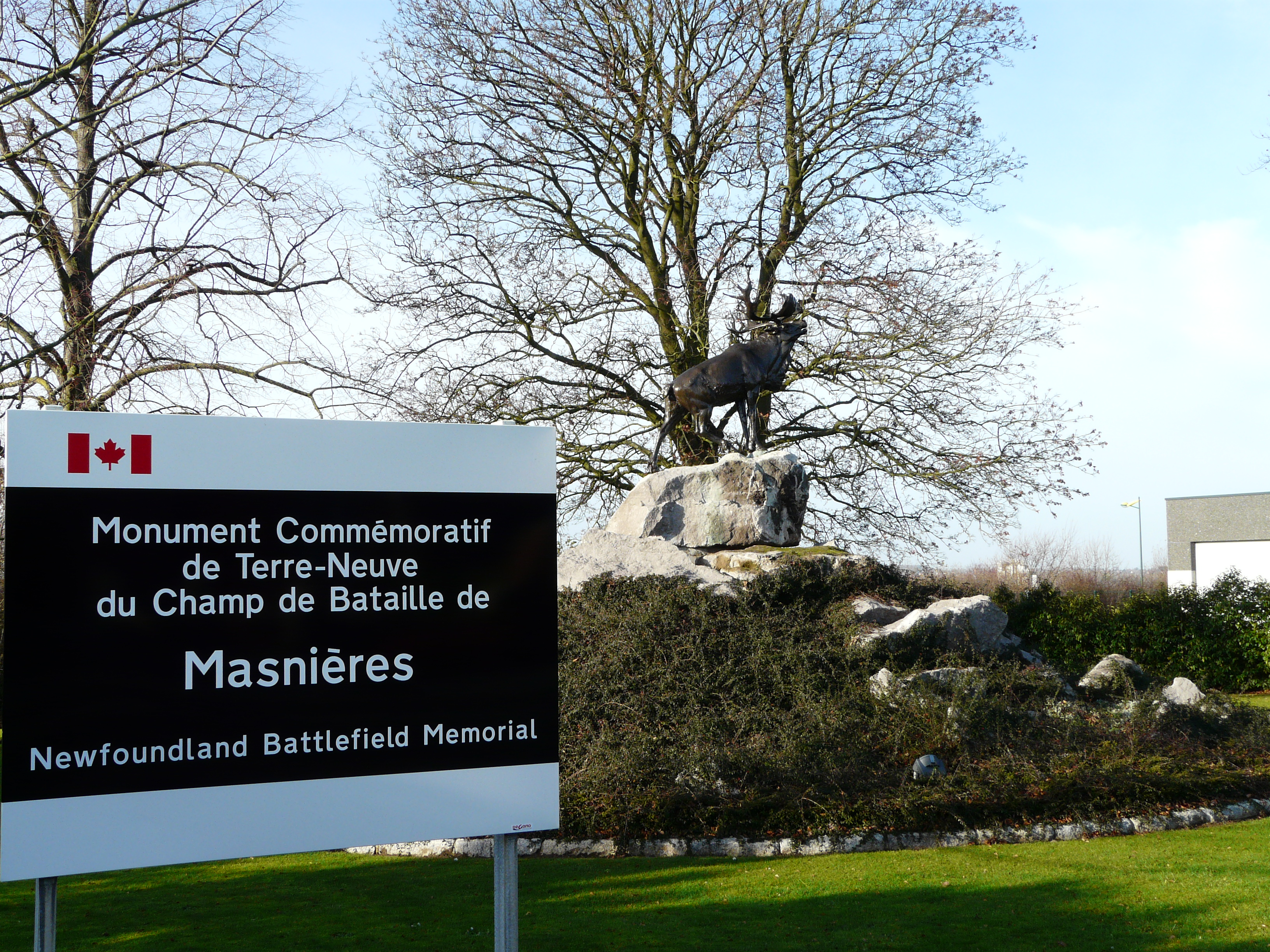
Le monument du caribou

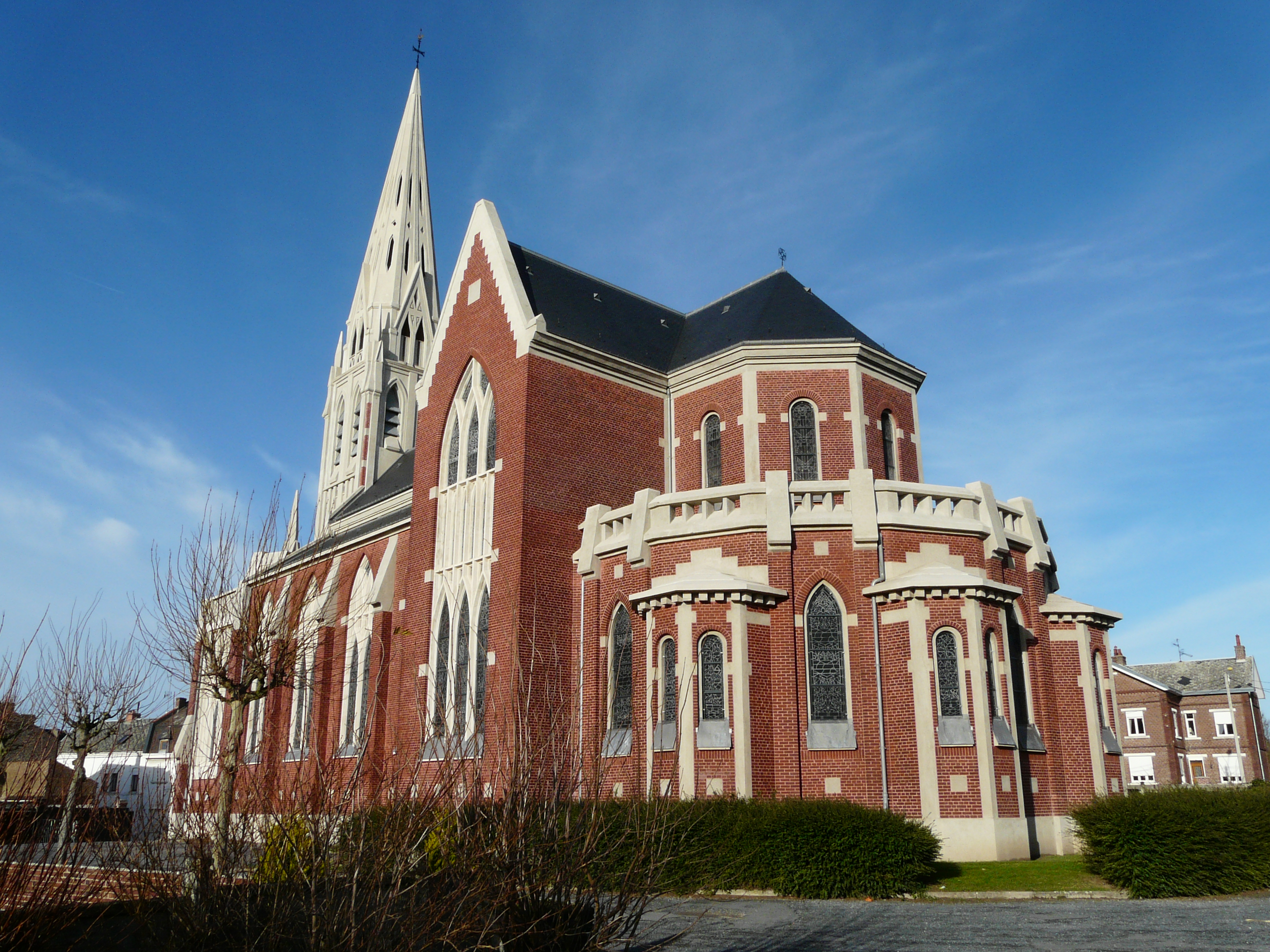
Le chevet de l'église Saint-Martin

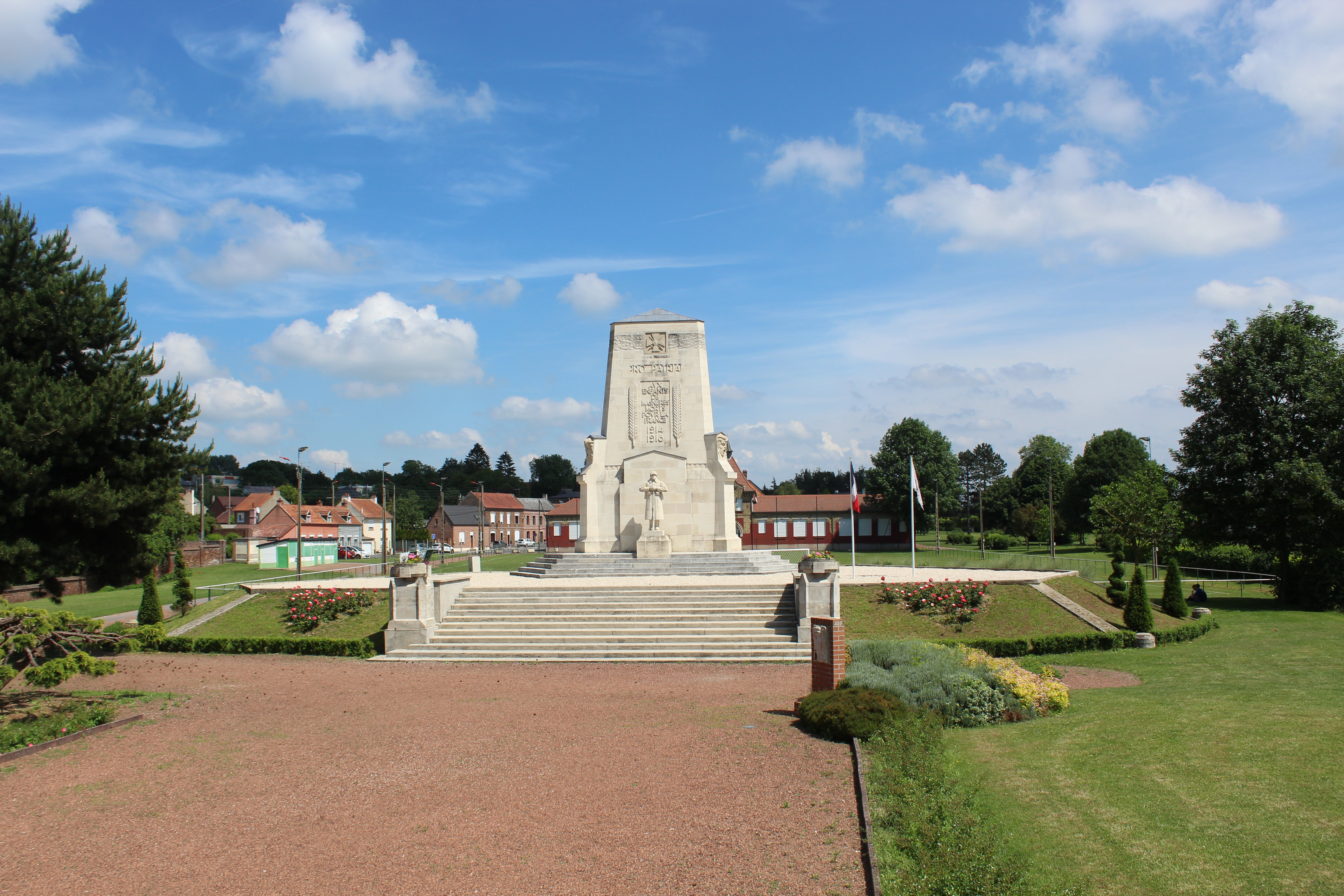
Le monument aux morts par Pierre-François Fernand Delannoy.

### Culture locale et patrimoine
La commune ne contient ni monument répertorié à l'inventaire des monuments historiques ni lieu répertorié à l'inventaire général du patrimoine culturel. On peut toutefois citer quelques édifices et lieux remarquables.

#### Mémorial commémoratif de Terre-Neuve
Le mémorial, appelé aussi « monument du caribou », commémore l'engagement du régiment d'infanterie de Terre-Neuve lors de la bataille de Cambrai en 1917.

#### L'église Saint-Martin
L'église de Masnières datant de 1860 et sa tour du XVIe siècle furent détruites pendant la Première Guerre mondiale. Une nouvelle église de style néo-gothique, due à l'architecte Pierre Leprince-Ringuet, fut construite vers 1920. L'architecte utilisa dans la reconstruction un matériau nouveau, le béton armé. Les formes sont épurées et on retrouve l'esprit gothique à l'intérieur de l'édifice, dont les voûtes de brique jaune sont supportées par de hautes colonnes de béton.

#### L'école Théodore Hostetter
Cette école a été nommée en mémoire du Lieutenant Theodore Hostetter, aviateur né à New York, enrôlé dans la Royal Air Force et abattu en 1918 au-dessus de Masnières au cours d'une mission visant à détruire les ballons d'observation ennemis disposés le long du canal. Elle fut construite en partie grâce aux dons de la mère de l'aviateur.

#### Le monument aux Morts
Ce monument hors norme est une œuvre originale et monumentale de l'architecte Raoul Drouin Deligne, issu des Beaux Arts de Paris. La statue du poilu a été créée par le sculpteur Pierre Delannoy. L'oeuvre fut réalisée grâce à de l'argent public, état, commune, à une souscription communale et à la générosité de Madame Burchard-Hostetter, riche américaine, mère de l'aviateur Théodore Hostetter.
Le 27 septembre 1918, le jeune lieutenant américain Théodore Hostetter est abattu en vol au-dessus de Masnières. Son corps est enterré dans la commune avant d'être transféré à la fin de la guerre au cimetière militaire de Bony. Reconnaissante du respect de la municipalité pour son fils, Madame Burchard-Hostetter décide de lui faire un don de 50 000 F. Cette somme importante sauve la commune, financièrement happée par la reconstruction, lui permet d'ériger un monument aux morts à nul autre semblable et de construire l'école Hostetter, à l'époque école des garçons.
Celui-ci fut inauguré tardivement le 9 octobre 1927.

#### Le cimetière militaire "Masnières British Cemetery"
Situé au nord de la ville sur le territoire de la commune de Marcoing.

#### La stèle de Guernesey dite "Royal Guernesey Light Infantry"
Située à l'intersection de la rue Verte et de la Ruelle du Moulin, elle commèmore l'action des combattants de Guernesey morts pendant la Bataille de Cambrai (1917).

### Promenades et randonnées
Plusieurs lieux de promenades ou tracés de randonnées sont possibles dans le périmètre de la commune.

#### L'Etang des Sources
Lieu de pêche et de détente privé, au fond de la Rue Verte.

#### Parc Rues Dimeurs-Crèvecœur
Un parc fait le lien entre la rue de Crèvecœur et la rue des Dimeurs. On y trouve des tables de pique-nique, des bancs tout le long, et le boulodrome Michel Bisiaux au milieu. C'est un bel espace de verdure et de fraicheur, qui permet par la même occasion de pouvoir éviter de devoir emprunter la Rue Nationale très empruntée par voitures et camions. Le parc permet de rejoindre les écoles et le Stade Municipal, entre autres. Il est possible de continuer sa route vers le chemin le long du Canal de St Quentin.

#### "Aire" de la voie du Canal au bord de l'eau
Au début de la voie du Canal, accessible par le pont, une aire herbagée au bord de l'eau permet de pique-niquer ou se ressourcer dans un cadre agréable.

#### Parc Rue de Marcoing et chemin de l'Ancienne Voie Ferrée
Le long de la Rue de Marcoing, entre l'EHPAD et la Cité des 22, un parc permet de se promener et de s'arrêter pour pique-niquer également. Il est possible de continuer sa route vers le chemin de l'Ancienne Voie Ferrée qui mène à Marcoing pour les randonneurs et promeneurs

#### Voie de Noyelles/Chemin de Rumilly
Il est possible de rejoindre cette voie par le chemin de l'Ancienne Voie Ferrée à Marcoing, ou à partir du mémorial Terre-Neuve à Masnières. Au milieu de cette voie se trouve le Masnières British Cemetery. C'est une voie prisée des randonneurs.

### Personnalités liées à la commune
- Pierre Leprince-Ringuet (1874-1954), architecte qui a reconstruit de nombreuses églises détruites pendant la Première Guerre mondiale dont l'église Saint-Martin de Masnières.

### Héraldique
|  | Les armes de Masnières se blasonnent ainsi :"D'azur à l'écusson d'argent, accompagné de onze billettes du même mises en orle." |

## Pour approfondir